# تنگاب، آستارا
تنگاب (به لاتین: Tangov) یک منطقهٔ مسکونی در جمهوری آذربایجان است که در شهرستان آستارا واقع شده‌است.